# Aéroport international Aji Pangeran Tumenggung Pranoto
L'aéroport international Aji Pangeran Tumenggung Pranoto code IATA : AAP • code OACI : WALS, est le nouvel aéroport de la ville de Samarinda, dans la province indonésienne de Kalimantan oriental. Il est situé près d'Anggana, à une trentaine de kilomètres du centre-ville. Il a été inauguré le 25 octobre 2018 par le président Joko Widodo.
Il remplace l'aéroport de Temindung, situé trop près de la ville.
L'aéroport a une capacité de 1,5 million de passagers et de seize mille de tonnes de fret par an.

## Compagnies et destinations

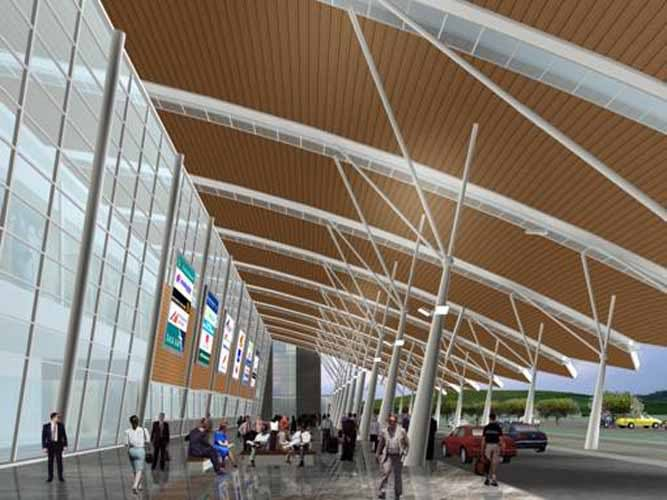
Entrée du hall des départs de l'aéroport

| Compagnies       | Destinations                                                                                          |
| ---------------- | --- |
| Batik Air        | Denpasar-Bali, Djakarta-S.-Hatta, Makassar-Sultan-Hasanuddin, Surabaya-Juanda, Yogyakarta             |
| Citilink         | Surabaya-Juanda                                                                                       |
| Garuda Indonesia | Djakarta-S.-Hatta                                                                                     |
| Lion Air         | Surabaya-Juanda, Yogyakarta                                                                           |
| NAM Air          | Banjarmasin-Syamsudin Noor, Surabaya-Juanda                                                           |
| Susi Air         | Datah Dawai (en), Long Apung (en)                                                                     |
| Wings Air        | Tanjung Redeb-Kalimarau                                                                               |
| XpressAir        | Balikpapan-Sultan-A.-M.-Sulaiman, Tanjung Redeb-Kalimarau, Melak (en), Tanjung Selor (en), Yogyakarta |

Édité le 05/10/2019

## Histoire

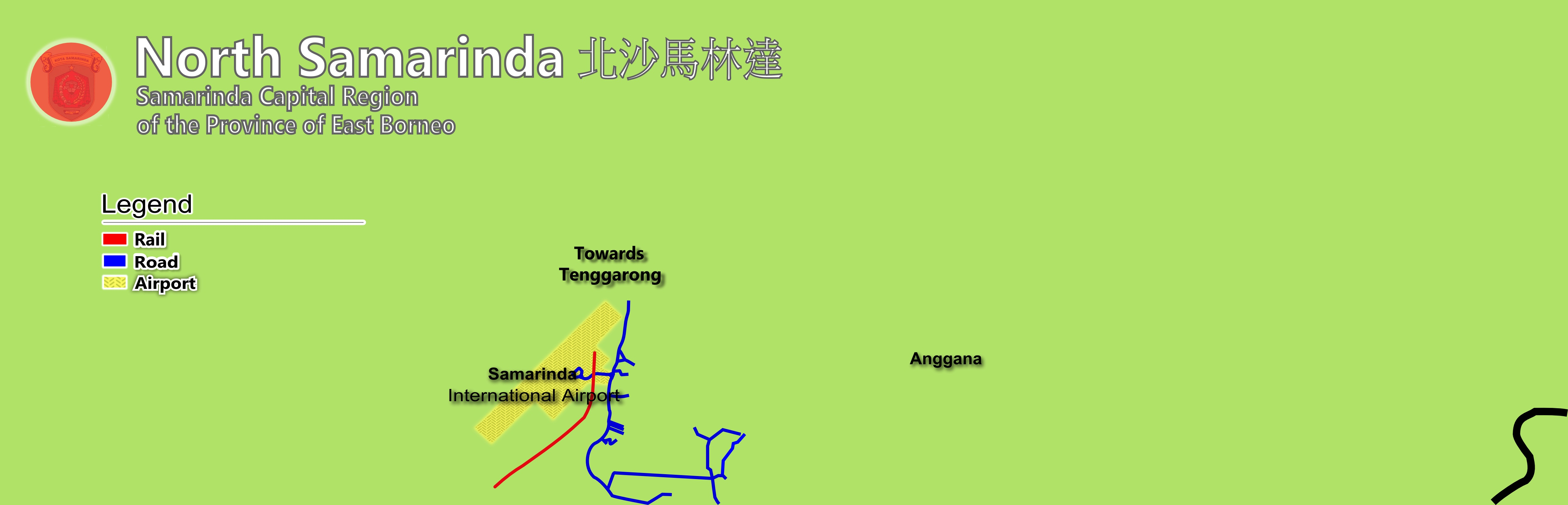
Plan de développement de Sungai Siring.

L'aéroport fait partie d'un plus vaste programme, le « Master Plan of MP3 EI », qui prévoit aussi la construction d'une nouvelle route et d'une voie ferrée reliant l'agglomération à l'aéroport. La construction durera 9 ans et devrait coûter près de 292 millions de dollars. Les architectes sont PT Waskita Karya.
Il sera géré par l'« PT Pengelola BSB », contrôlé par le gouvernement provincial. Il possède une piste de 2 250 mètres sur 45 mètres de large.
Il sera accessible par une future voie ferrée.

## Statistiques
Pour des raisons techniques, il est temporairement impossible d'afficher le graphique qui aurait dû être présenté ici.

Voir la requête brute et les sources sur Wikidata.